# アントン・ディアベリ

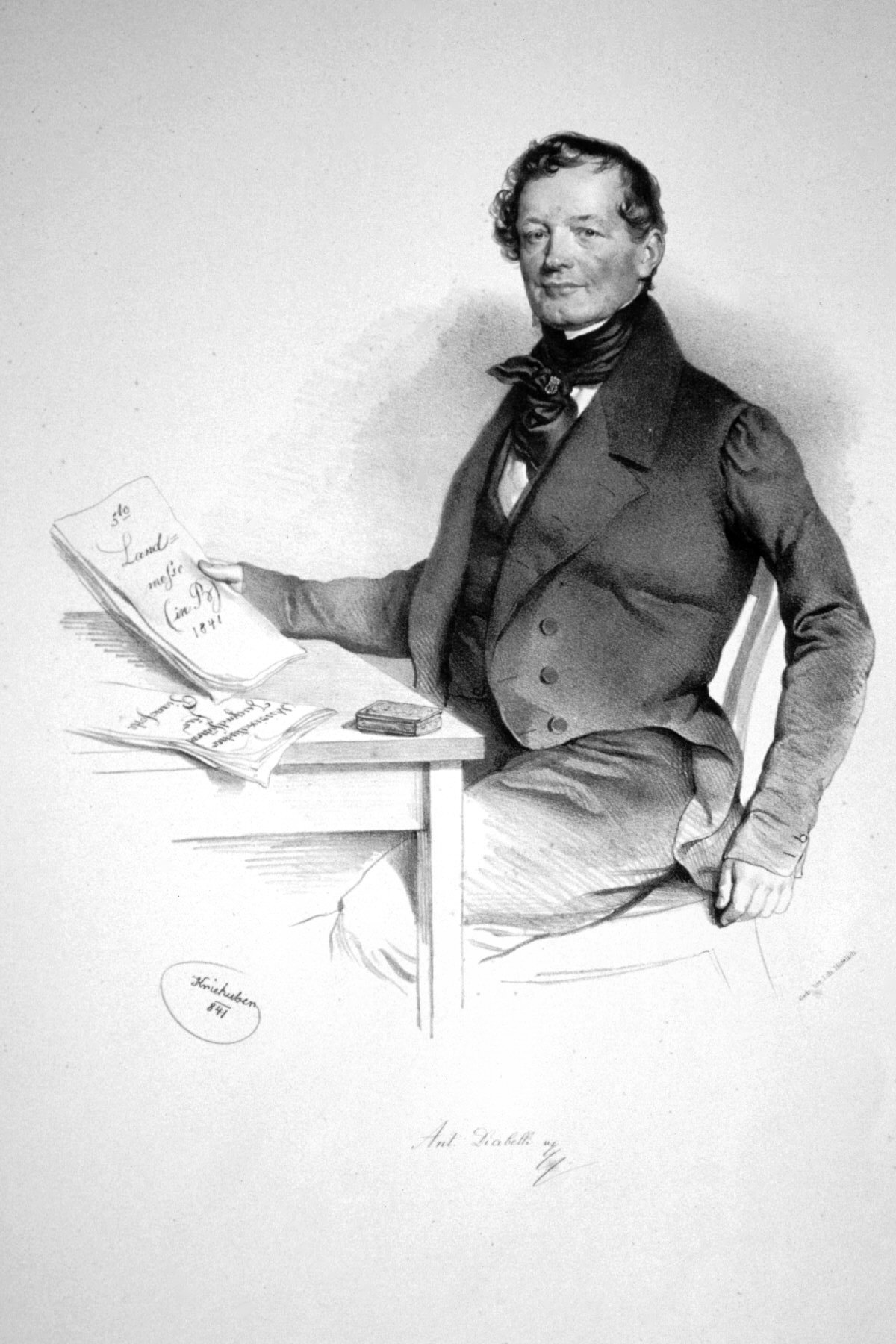

アントン・ディアベリ（Anton Diabelli, 1781年9月6日 - 1858年4月7日）は、ザルツブルクの北約20kmにあるマットゼーで生まれ、ウィーンで没した古典派の作曲家で、出版業者。イタリア語名でアントーニオ・ディアベッリ（Antonio Diabelli）と呼ばれることもある。

## 生涯
アントン・ディアベリはザルツブルク州マットゼーで1781年に生まれた。父のニコラウスは作曲家で、本来の姓は「デーモン (Dämon)」だったが、イタリア風のディアベリに改めた。
アントンは少年時代にまず父から音楽を学び、7歳からはミヒャエルボイエルンベネディクト会修道院 (de:Benediktinerabtei Michaelbeuern) の聖歌隊に属し、ついでザルツブルクのカペルハウスでミヒャエル・ハイドンに指導を受けた。
本来はライテンハスラッハ修道院（Kloster Raitenhaslach）の聖職者の職に就くはずだったが、1803年に修道院が世俗化されると、師のミヒャエル・ハイドンの勧めによってウィーンに移り、ここで最初ピアノとギターの教師として働いた。
1818年、ピエトロ・カッピ（Pietro Cappi）ととともに楽譜出版社を創業した。1824年には出版社はカッピから独立した。
ディアベリは特にフランツ・シューベルトの作品の出版で知られ、1821年からシューベルト歌曲集を出版、その没後は遺作の大部分を出版した。ただし、シューベルトの生前には作品を一部しか出版せず、没後も出版をぐずつかせたことから『弦楽五重奏曲』などの自筆譜を紛失してしまい、友人たちからもシューベルトを食い物にしたと批判された。他にベートーヴェン、チェルニー、ランナー等の作品を出版した。
1819年、当時のオーストリアの作曲家に、自分の考えた主題による変奏曲の作曲を公募し、約50名からの作品が集まった。フランツ・シューベルトはピアノ変奏曲（作品番号D.718）を提出し、11歳のフランツ・リストも処女作の変奏曲（作品番号S.147）を提出。カール・チェルニーは変奏曲の最終楽章（コーダ）を作曲した。これらの作品は愛国芸術家協会 （Vaterländischer Künstlerverein）の名で出版した(詳細は下参照)。ただしベートーヴェンは共同作業に興味を持たなかったようで、33曲からなる長大な変奏曲（ディアベリ変奏曲Op.120）を独自に作曲。これは1824年に単独での出版となった。事実上、ベートーヴェンの作曲した『ディアベリ変奏曲』が作曲家としての彼の名を不滅にしたと言える。
ディアベリの出版社にはカッピの後継者としてアントン・シュピーナが入社し、商業部門の責任者をつとめた。会社は大いに発展し、ペンナウアー社、ザウアー&ライスドルフ社、マティアス・アルタリア社から出版権を得た。1850年にはその息子のカール・アントン・シュピーナが入社し、ディアベリ引退後の1852年に社名を「C・A・シュピーナ」に改めた。1872年にシュピーナ社はフリードリヒ・シュライバーに引き継がれ、1876年にアウグスト・クランツの会社と合併し、クランツは1879年にこの会社を買収して自身の名で経営した。

## 作品
ディアベリはオペラ『苦境にあるアダム』（Adam in der Klemme）、ギター曲、ミサ曲、歌曲、多数のピアノ小品などを書いたが、現在では教育目的に書かれたソナチネなどのピアノ作品が時たま演奏されるに過ぎない。
作品151の4つのソナチネの中で、第4番を除く全作品が『ソナチネアルバム』第2巻に収録されている。ディアベリは『ソナチネアルバム』の第2巻で初めて登場した作曲家でもあり、他ではディアベリのソナチネは作品168（7曲）や連弾用に書かれた作品も多数残されている。

## ディアベリのワルツによる変奏曲集
詳細はVaterländische Künstlervereinを参照。この曲集は抜粋録音がいくつかあるほか、全曲録音が2枚ある。楽譜は外部リンクのIMSLP内の「愛国芸術家協会」("Vaterländische Künstlerverein")から入手できる。
主題
1. イグナッツ・アスマイヤー (Ignaz Aßmayer)
2. カール・マリア・フォン・ボックレト
3. レオポルト・オイスタッヘ・チャペック (Leopold Eustache Czapek)
4. カール・チェルニー
5. ヨーゼフ・チェルニー (Joseph Czerny)
6. モーリッツ・フォン・ディートリッヒシュタイン (Moritz von Dietrichstein)
7. ヨゼフ・ドレクスラー (Joseph Drechsler)
8. エマヌエル・アロイス・フェルスター
9. フランツ・ヤーコプ・フライシュテットラー (Franz Jakob Freystädtler)…モーツァルトの弟子で、レクイエムの補筆を手伝う。
10. ヨハン・バプティスト・ゲンスバッハー (Johann Baptist Gänsbacher)
11. ヨゼフ・ゲリネック (Josef Gelinek)
12. アントン・ハルム (Anton Halm)
13. ヨアヒム・ホフマン (Joachim Hoffmann)
14. ヨハン・エヴァンゲリスト・ホルツァルカ (Johann Evangelist Horzalka)
15. ヨゼフ・フグルマン (Joseph Huglmann)
16. ヨハン・ネポムク・フンメル
17. アンゼルム・ヒュッテンブレンナー (Anselm Hüttenbrenner)…シューベルトの友人。
18. フリードリヒ・カルクブレンナー
19. フリードリヒ・アウグスト・カンネ (Friedrich August Kanne)
20. ヨゼフ・ケルツコフスキー (Joseph Kerzkowsky)
21. コンラディン・クロイツァー
22. ハインリヒ・エドゥアルト・ヨゼフ・フォン・ラノイ (Heinrich Eduard Josef von Lannoy)
23. マキシミリアン・ヨゼフ・ライデスドルフ (Maximilian Joseph Leidesdorf)
24. フランツ・リスト (S.147)
25. ヨゼフ・マイゼダー (Joseph Mayseder)
26. イグナーツ・モシェレス
27. イグナッツ・フランツ・フォン・モゼル (Ignaz Franz von Mosel)
28. フランツ・クサーヴァー・モーツァルト
29. ヨゼフ・パニー (Joseph Panny)
30. ヒエロニュムス・パイヤー (Hieronymus Payer)
31. ヨハン・ペーター・ピクシス
32. ヴェンツェル・プラヒー (Wenzel Plachy)
33. ゴットフリート・リーガー (Gottfried Rieger)
34. フィリップ・ヤコプ・リオッテ (Philipp Jakob Riotte)
35. フランツ・デ・パウラ・ローザー (Franz de Paula Roser)
36. ヨハン・バプティスト・シェンク (Johann Baptist Schenk)
37. フランツ・ショーバーレヒナー (Franz Schoberlechner)
38. フランツ・シューベルト (D.718)：IMSLPの楽譜
39. ジーモン・ゼヒター(Simon Sechter)…対位法の大家で、シューベルト、アントン・ブルックナーの師。
40. S. R. D. (Serenissimus Rudolphus Dux)―セレニッシムス・ルドルフス・ドゥクス
41. マクシミリアン・アベ・シュタードラー
42. ヨゼフ・ドゥ・サライ (Josephe de Szálay)
43. ヴェンツェル・ヨハン・トマシェック
44. ミヒャエル・ウムラウフ (Michael Umlauff)
45. フリードリヒ・ディオニズス・ウェーバー
46. フランツ・ウェーバー (Franz Weber)
47. カール・アンゲルス・フォン・ヴィンクラー (Carl Angelus von Winkhler、Charles Angelus de Winkhler)
48. フランツ・ヴァイス (Franz Weiß)
49. ヤン・ネポムク・マティアス・ネポムク・アウグスト・ヴィタセック (Jan Matyáš Nepomuk August Vitásek)
50. ヤン・フーゴー・ヴォルツィシェク

コーダ：カール・チェルニー